# 1936 na música

## Eventos
- Sérgio Buarque de Holanda publica o clássico Raízes do Brasil

## Música Popular
- Carmen Miranda: Como vai você? e No tabuleiro da baiana, de Ary Barroso, e Balancê, de Braguinha e Alberto Ribeiro
- Aracy de Almeida: O x do problema, de Noel Rosa
- Castro Barbosa: Lig lig lé
- Francisco Alves: Favela
- Orlando Silva: Dama do cabaré, de Noel Rosa
- Noel Rosa em parceria com Wilson Batista: Deixa de ser convencida, finalizando a polêmica entre os dois.

## Nascimentos
| Data          | Nome                   | Profissão                   | Nacionalidade  | Observações | Ref |
| ------------- | ---------------------- | --------------------------- | -------------- | ----------- | --- |
| 29 de Março   | Richard Rodney Bennett | compositor                  | Reino Unido    | m. 2012     |     |
| 29 de Abril   | Zubin Mehta            | maestro                     | Índia          |             |     |
| 6 de Junho    | Maysa                  | cantora                     | Brasil         |             |     |
| 20 de Agosto  | Pedrinho Mattar        | pianista                    | Brasil         | m. 2007     |     |
| 7 de Setembro | Buddy Holly            | músico, cantor e compositor | Estados Unidos | m. 1959     |     |
| 16 de Outubro | Agnaldo Timóteo        | cantor                      | Brasil         | m. 2021     |     |

## Mortes
| Data | Nome                                   | Profissão                        | Nacionalidade | Observações | Ref |
| ---- | -------------------------------------- | -------------------------------- | ------------- | ----------- | --- |
| ?    | Joaquim António da Fonseca Vasconcelos | musicólogo e historiador de arte | Portugal      | n. 1849     |     |